# 巾着田

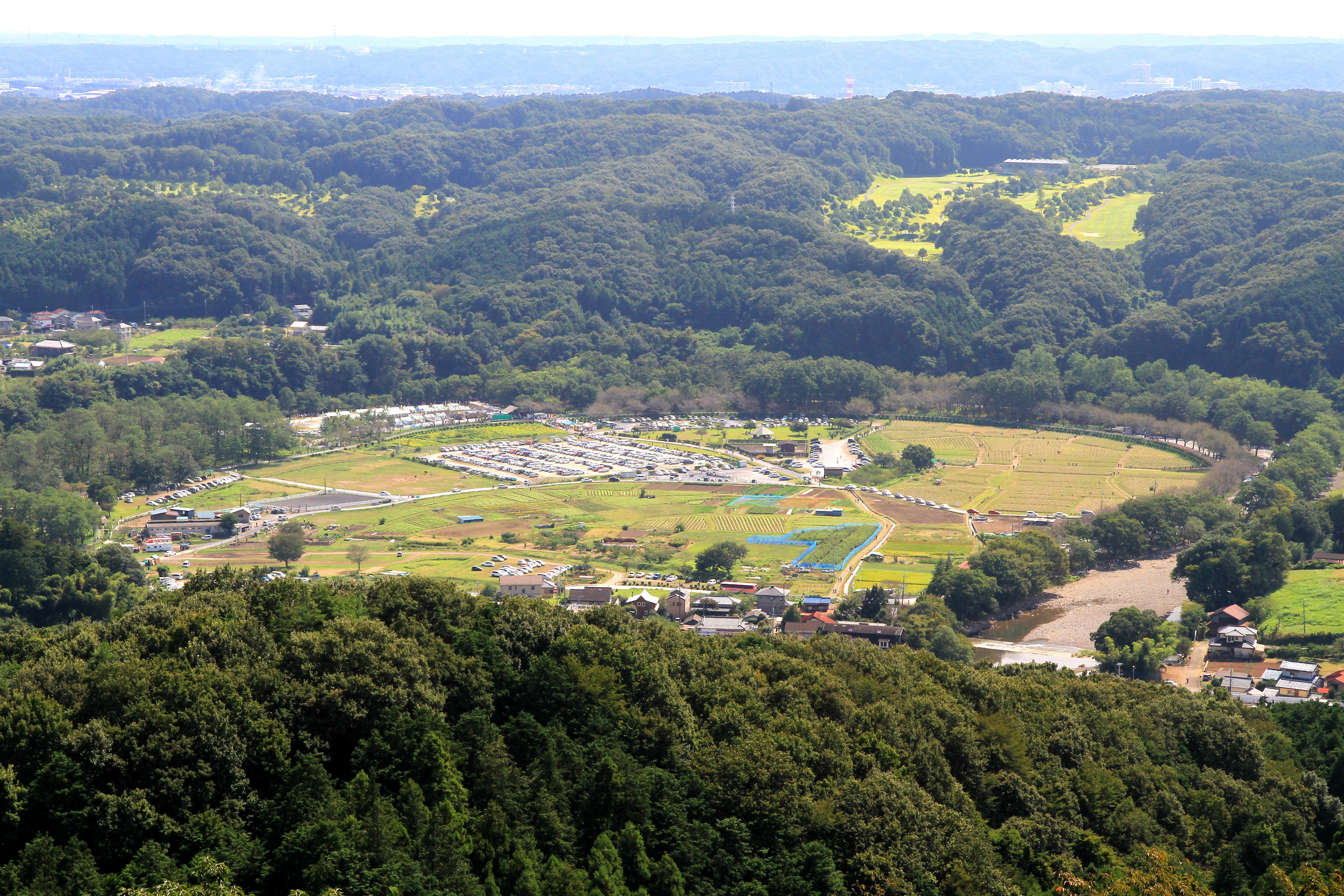
日和田山より望む巾着田

群生するヒガンバナ

巾着田（きんちゃくだ）は、埼玉県日高市高麗本郷（こまほんごう）に位置し、高麗川が南向きに大きく蛇行することで形成された巾着のような形状の平地である。現在は、500万本に昇るとされるヒガンバナ（彼岸花、曼珠沙華:マンジュシャゲ）の名所として知られる。

## 概要
地元では川原田と呼ばれている。「高麗（こま）」の地名は、716年（霊亀2年）に朝鮮半島からやって来た渡来人がこの地に移住し、高麗郡が設置されたことに由来する。
昔は文字通り水田が広がり、その面積は約17ヘクタール（17万平方メートル）に及んでいた。昭和40年代に当時の日高町が巾着田を取得し、昭和50年代～60年代ごろに草藪の草刈りをしたところ、大規模なヒガンバナの群生が見られるようになり、報道が始まったことで、有名スポットとなった。河川の蛇行や氾濫により上流部から土砂とともに球根が流れ着いたものと考えられている。1996年には日本一の木製トラス橋「あいあい橋」が完成した。グラウンドや駐車場など観光地として設備されるようになった。
河原では季節を問わずキャンプを楽しむ人が多く見られる。特に夏場は、弧を描く川の内側は流れが緩やかであるためか、小さな子ども連れの家族で賑わっている。
毎年9月〜10月にかけて高麗川沿いの河川敷にある5.5ヘクタールの群生地にヒガンバナが見頃となる（「500万本の曼珠沙華」を標榜する）。日本一のヒガンバナ群生地であり、祭り等も開催されたくさんの観光客で賑わう。近年ことに西武鉄道の宣伝などによりさらに観光客が増える傾向にある。またヒガンバナ以外にも春にはサクラや菜の花が見頃を迎える。夏になるとアジサイやハスが、秋には、コスモスも見ることができる。また、カワセミやムササビなど、さまざまな種類の野鳥や小動物を観察することもできる。
このため巾着田を含む高麗郷（こまごう）一帯は、埼玉県や東京都にある西武鉄道沿線などの学校から遠足の行き先として選ばれることも多い。日高市はこれを観光振興に生かすため、2017年4月8日に「遠足の聖地」を宣言した。巾着田の曼珠沙華は2000年（平成12年）5月5日には、埼玉新聞社の「21世紀に残したい・埼玉ふるさと自慢100選」に選出された。
「巾着田曼珠沙華公園」として、2005年からヒガンバナの開花期間中は整備費用に充てるため入場料を徴収している（巾着田管理協議会）。
2020年（令和2年）・2021年（令和3年）には新型コロナウイルス感染の予防の観点から「巾着田曼珠沙華まつり」は中止され、曼珠沙華も開花前に刈り込まれたが、2022年（令和4年）・2023年（令和5年）は開催された。

### 行幸啓
2017年（平成29年）9月20日に、天皇、皇后が、在位中8度目の私的旅行として訪れた。直前には高麗神社を参拝し、高麗家住宅を視察している。翌日は深谷市の渋沢栄一記念館などを訪問している。

## 所在地（管理事務所）

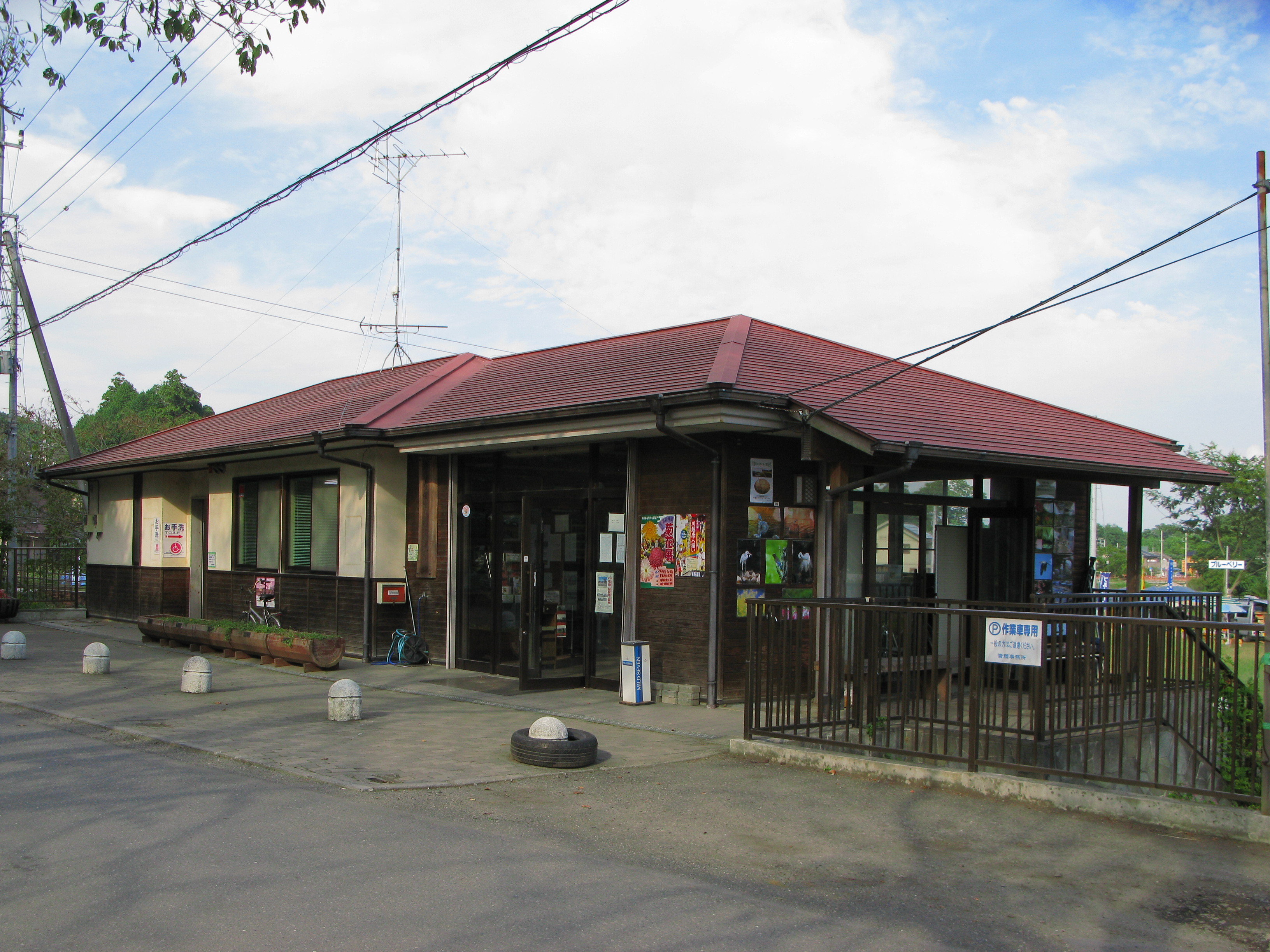
巾着田管理事務所

- 住所：〒350‐1251　日高市大字高麗本郷125-2

## 交通
ヒガンバナのシーズンには周辺道路が渋滞するので、注意が必要である。また、同シーズンには西武鉄道が特急列車の臨時停車や、臨時列車を運行することもある。また、ヒガンバナのヘッドマークをあしらった列車も運行する。
公共交通
- 西武池袋線高麗駅下車徒歩15分
- 八高線高麗川駅下車徒歩45分
- 国際興業バス　飯能駅（北口） - 高麗駅 - 巾着田 - 高麗川駅 - 埼玉医大線「巾着田」バス停下車

道路
- 国道299号 - 埼玉県道15号川越日高線沿い

ヒガンバナのシーズンは巾着田内に臨時駐車場が整備される。

## 風景

春の巾着田
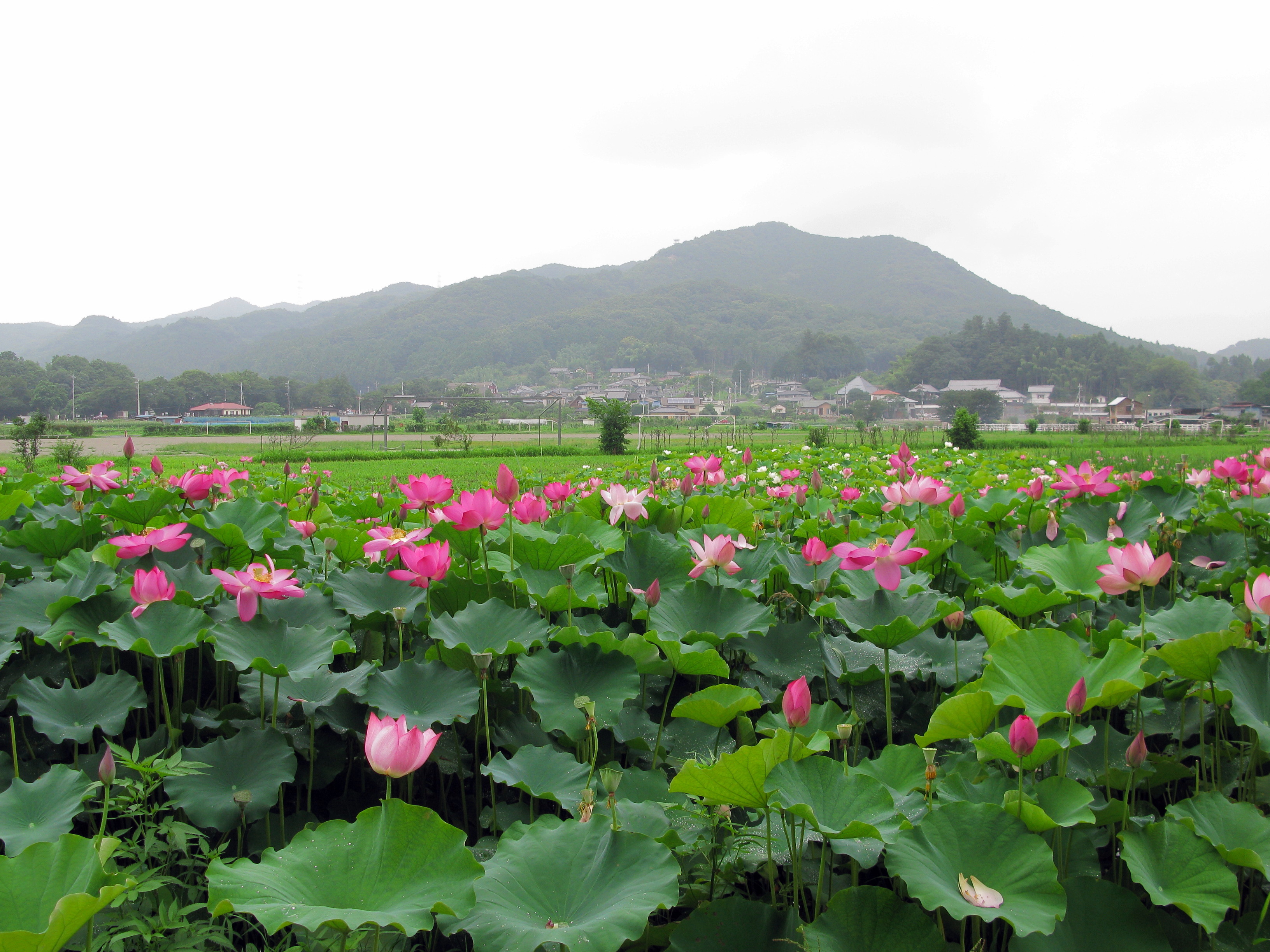
夏の巾着田
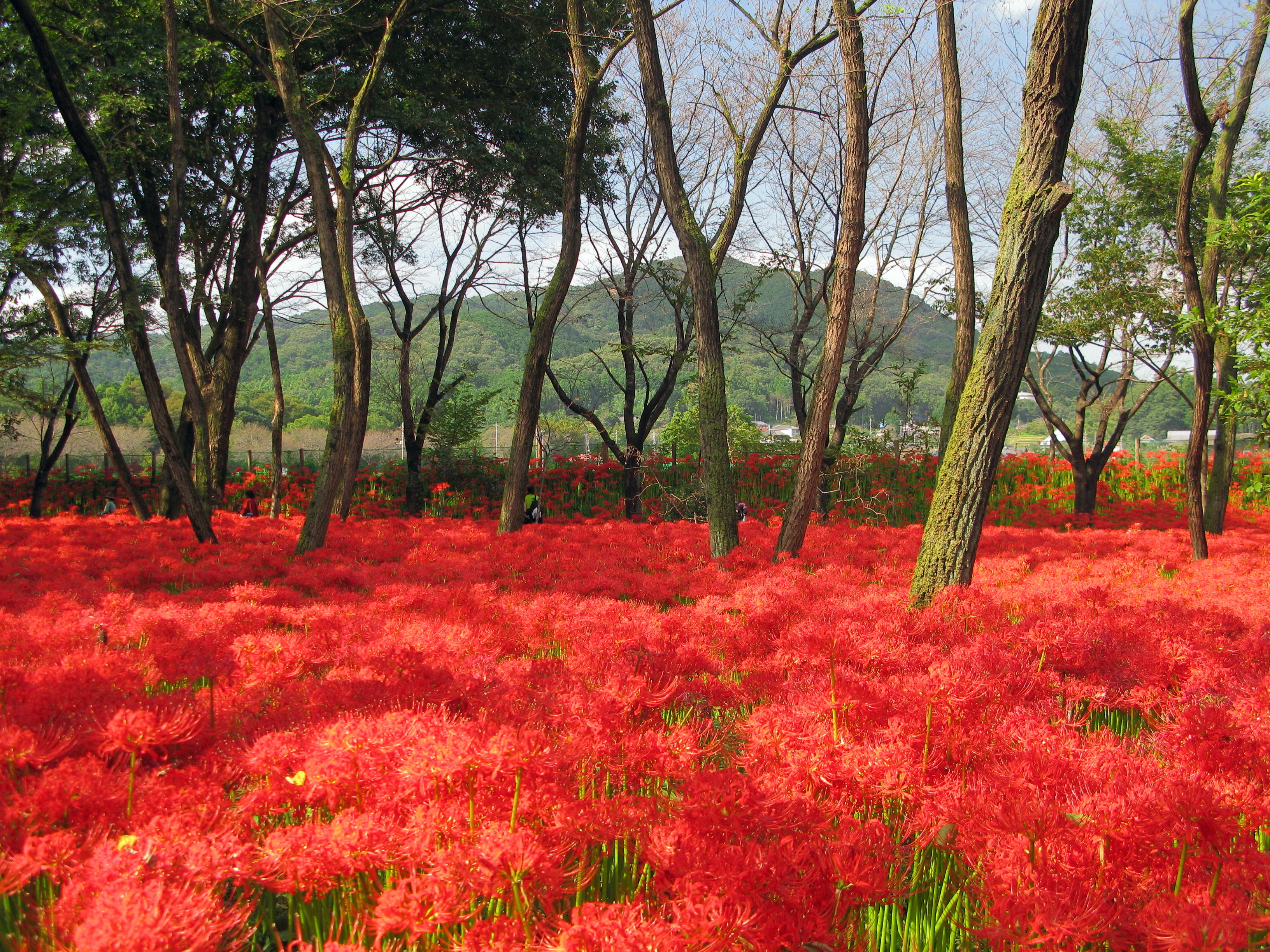
秋の巾着田
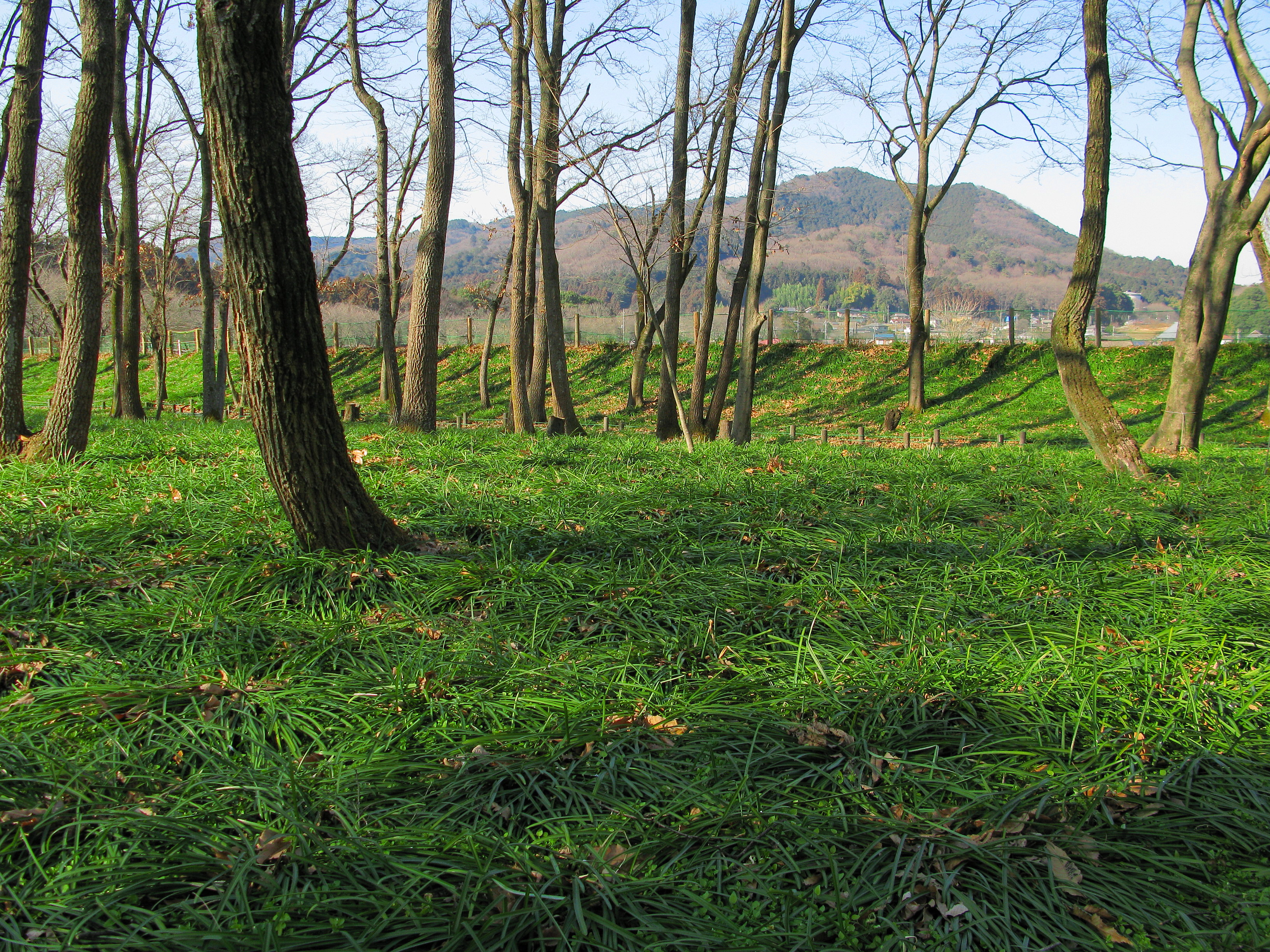
冬の巾着田
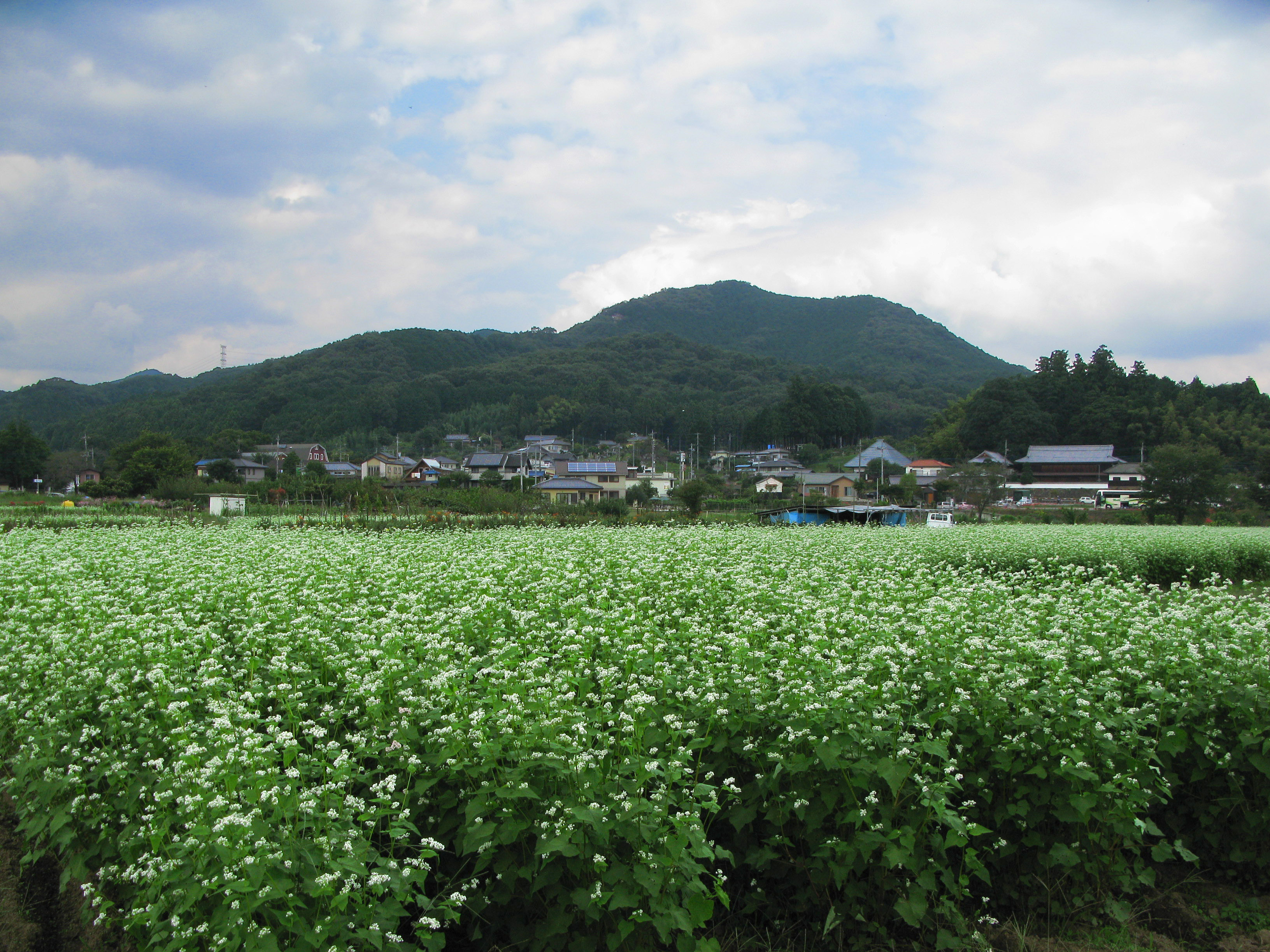
ソバ畑と日和田山
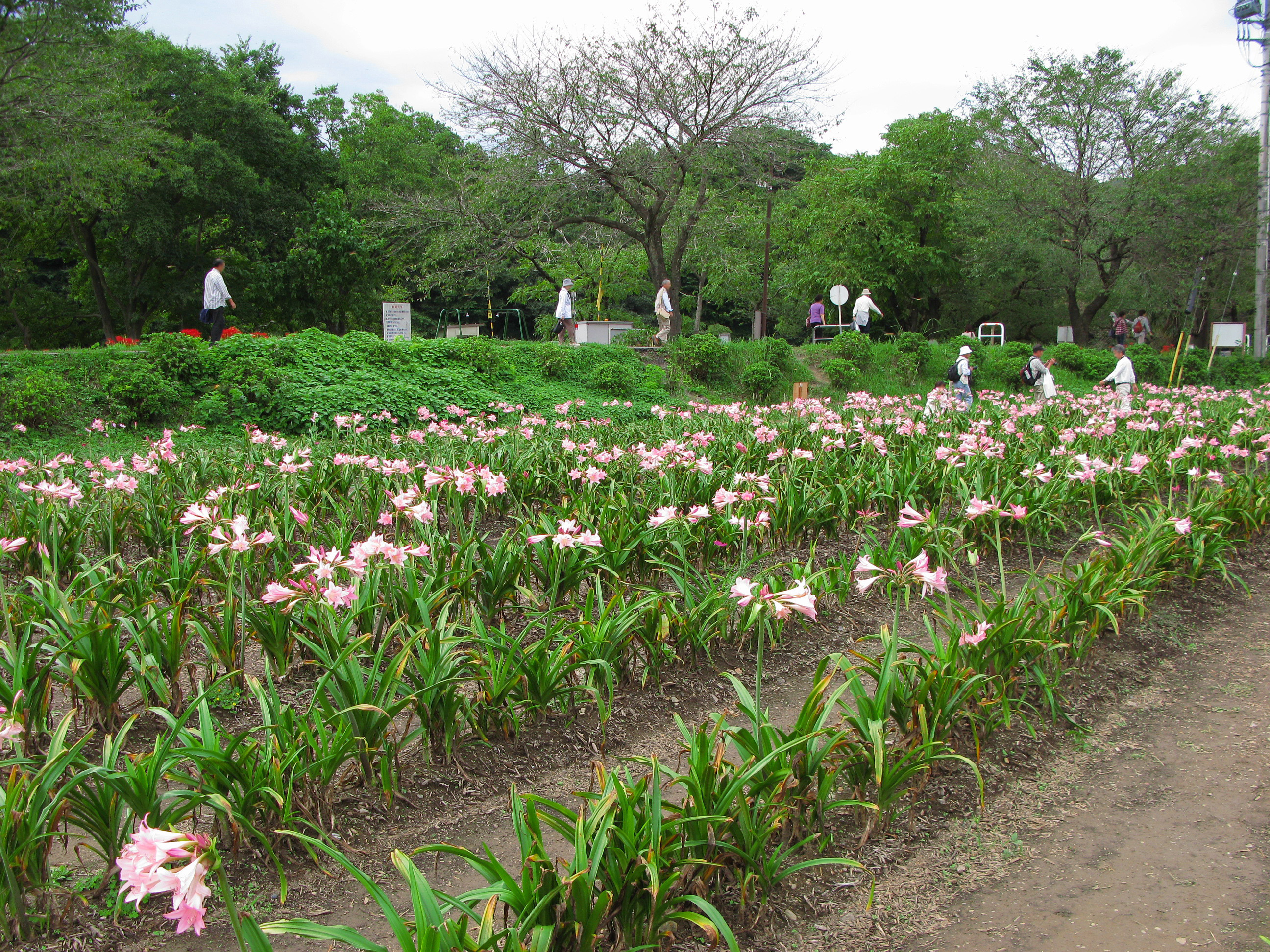
アマクリナム畑
巾着田のヒガンバナ
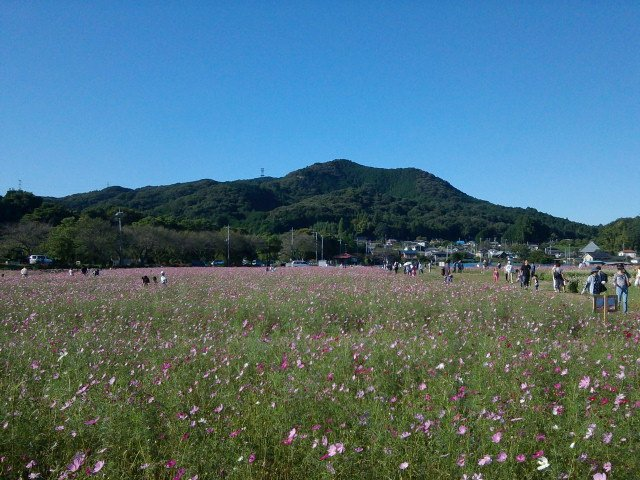
コスモス畑と日和田山
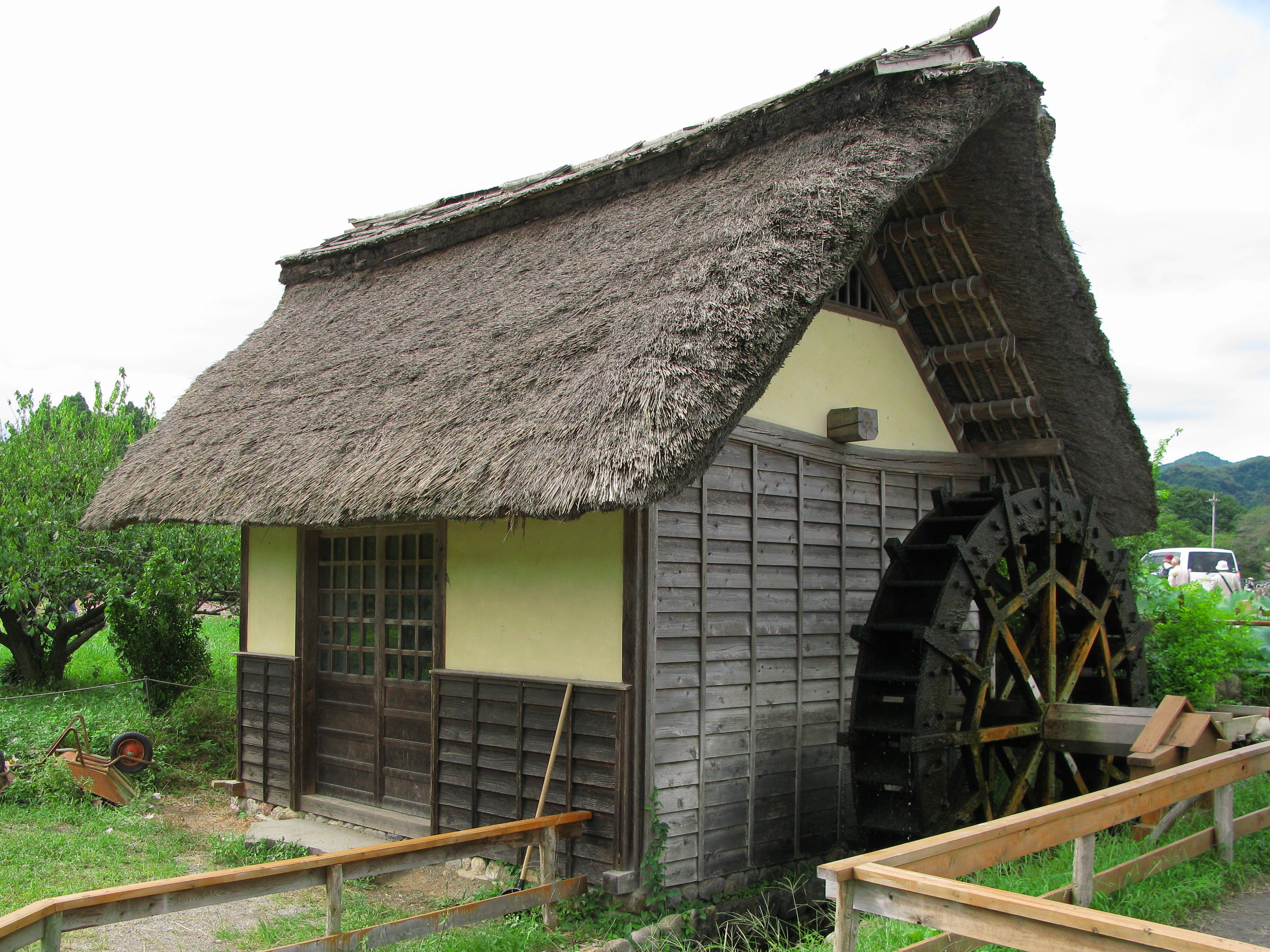
水車小屋
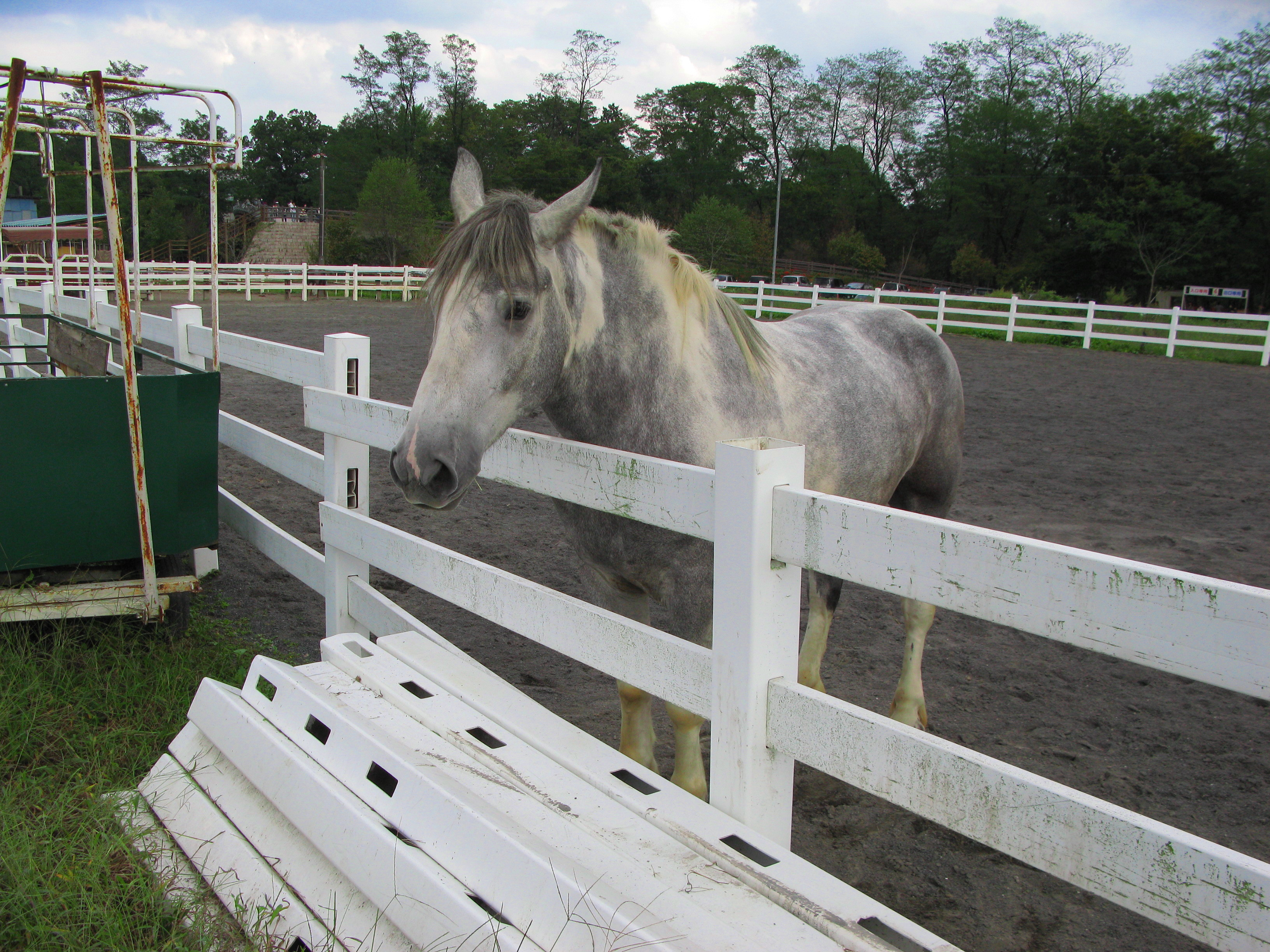
馬牧場
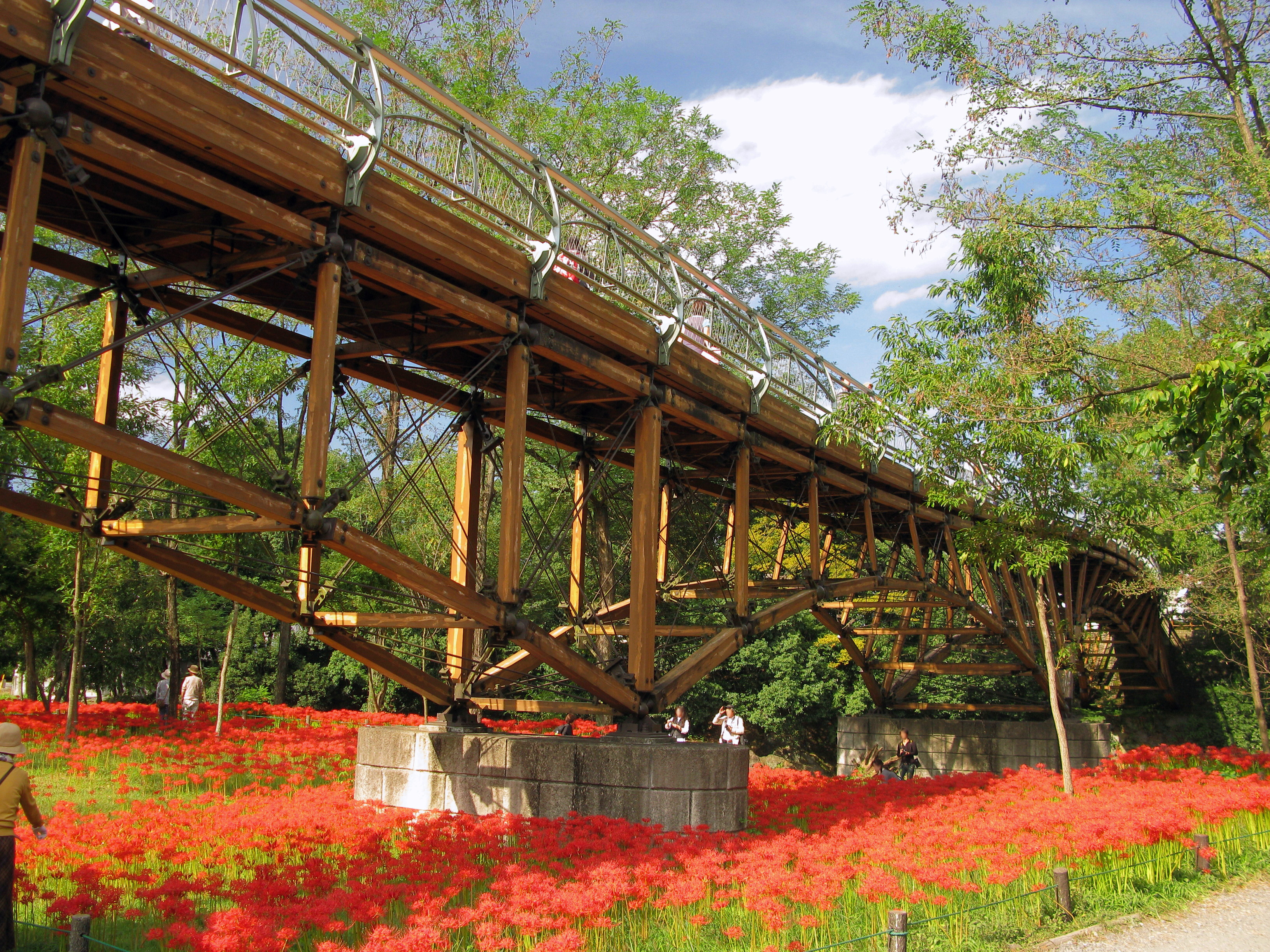
あいあい橋（日本最大級の木造トラス橋）
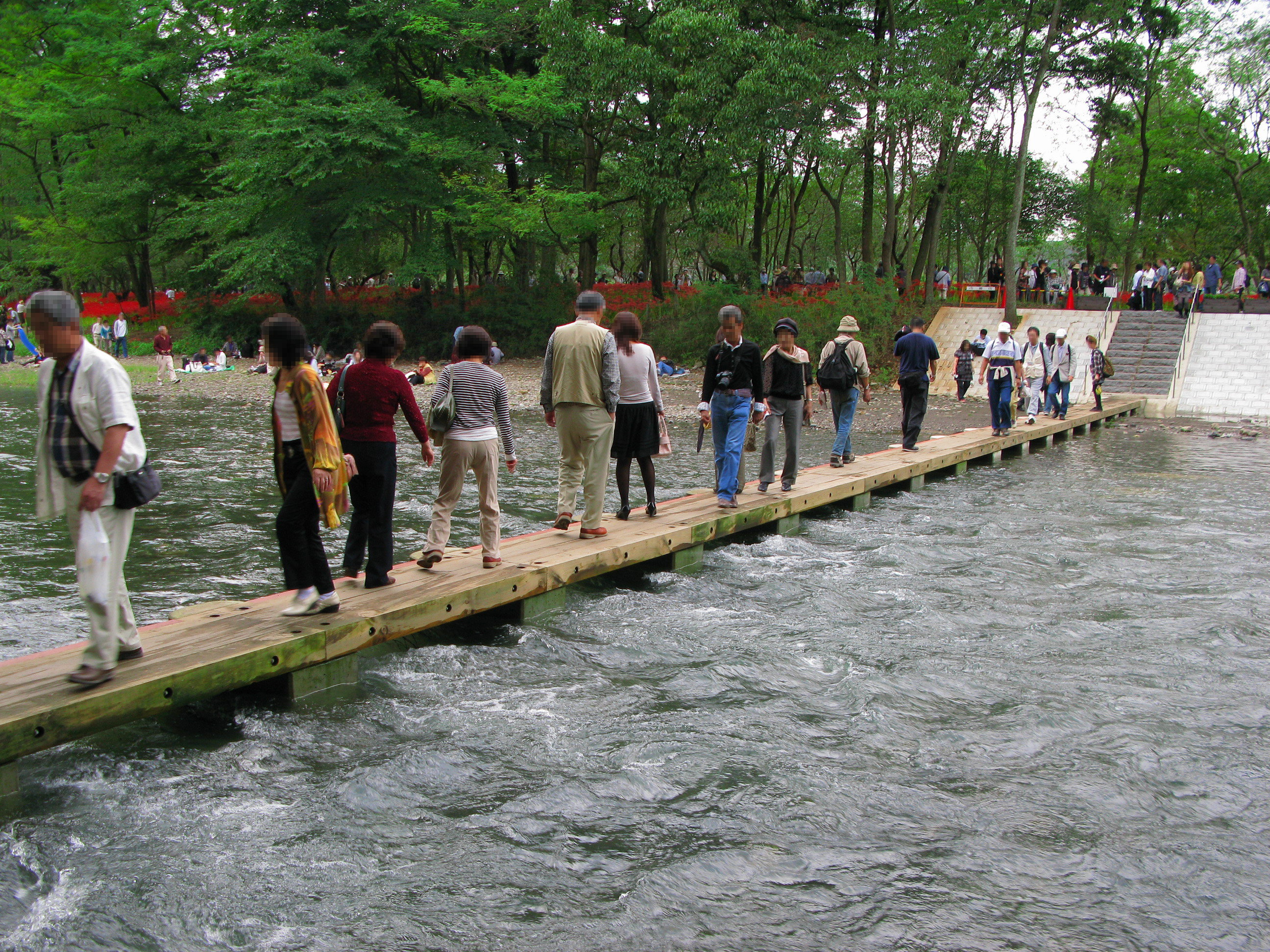
高麗川に架かるドレミファ橋（流れ橋）
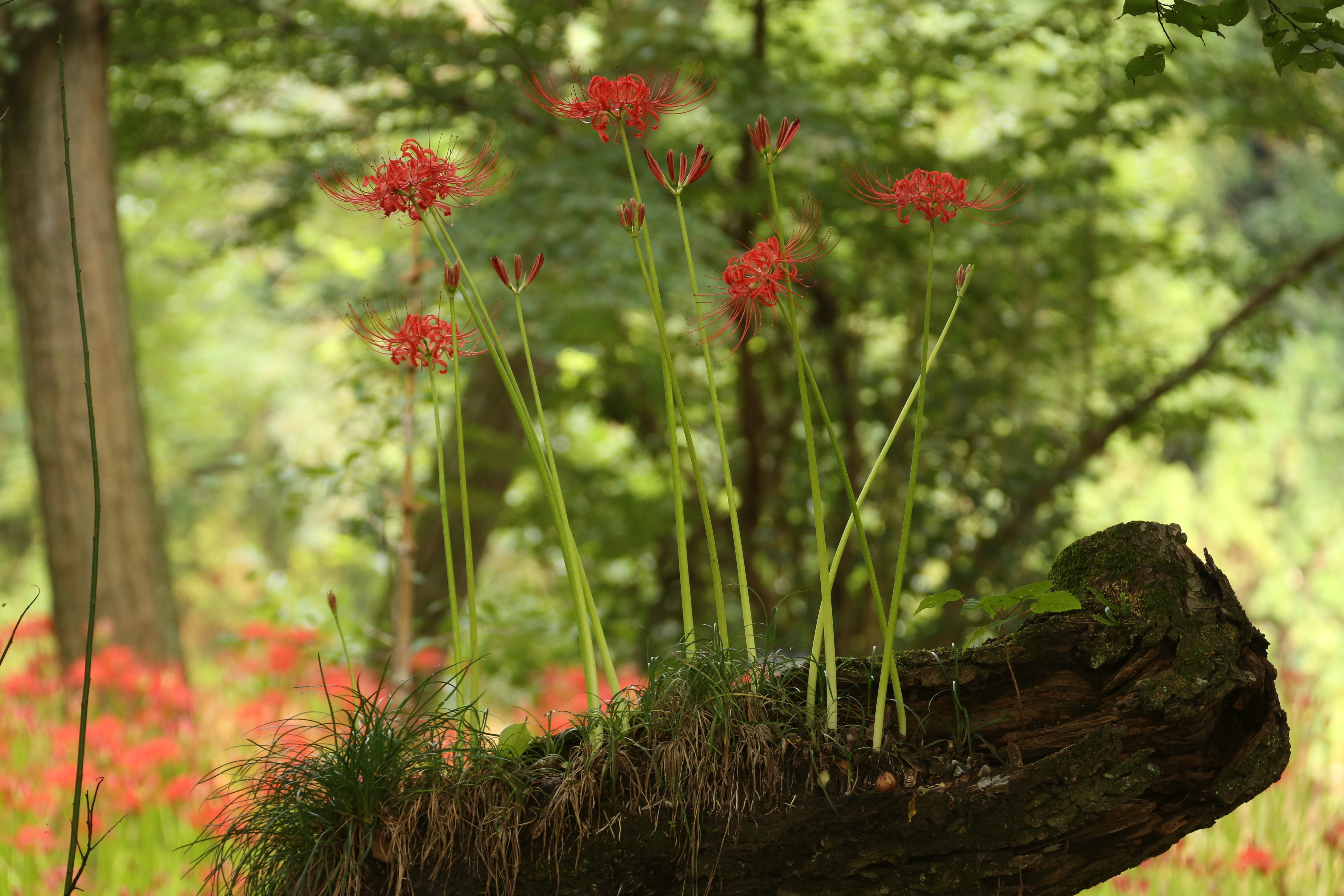
ウメの木から育っているヒガンバナ

## 周辺

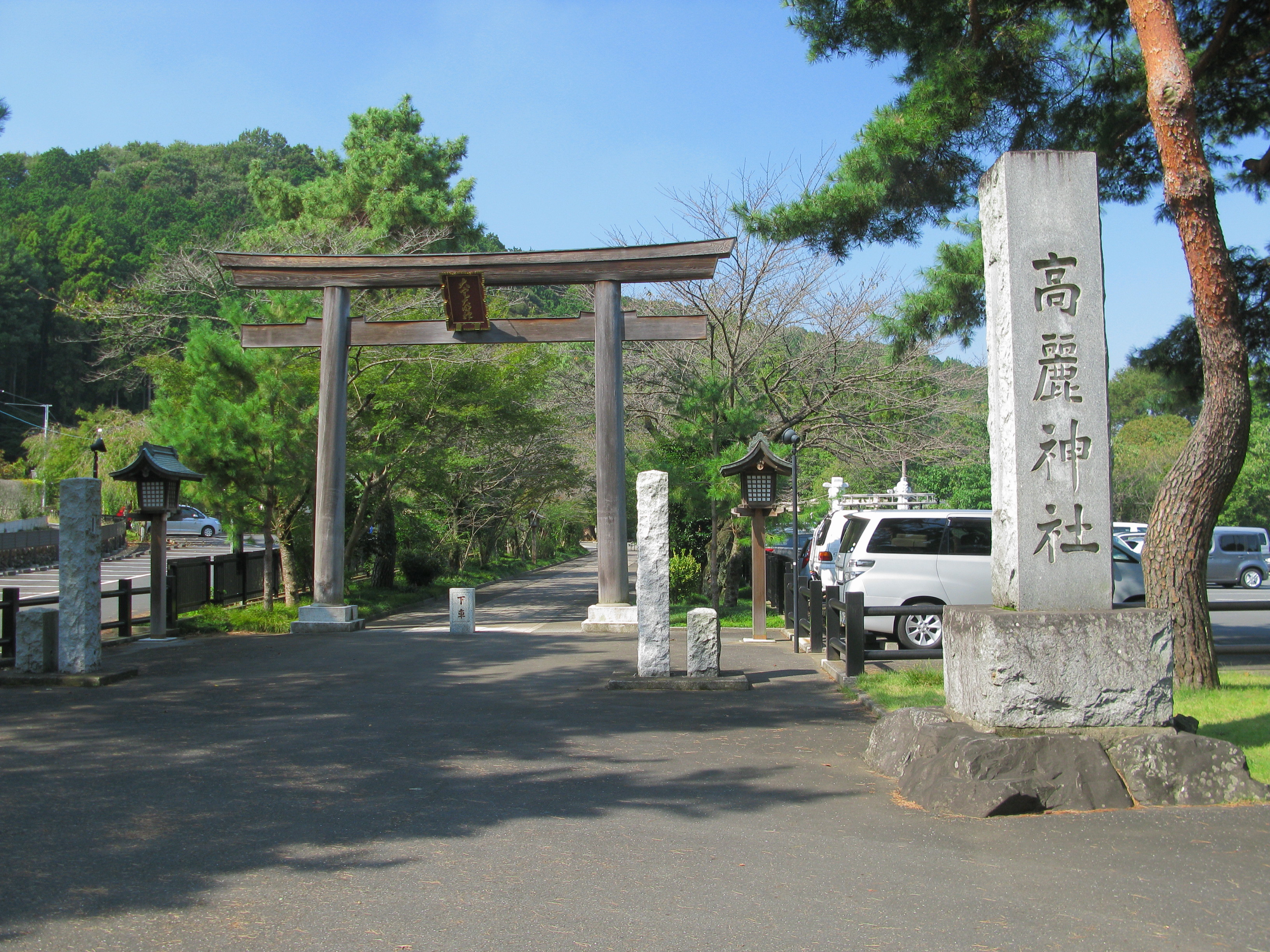
高麗神社

巾着田は県立奥武蔵自然公園に位置し、周辺には高麗神社を始めとした名所が点在する。また、巾着田駐車場から、標高305ｍ、日高市のシンボルとして親しまれている日和田山に登るハイキングコースも整備されている。
- 高麗神社

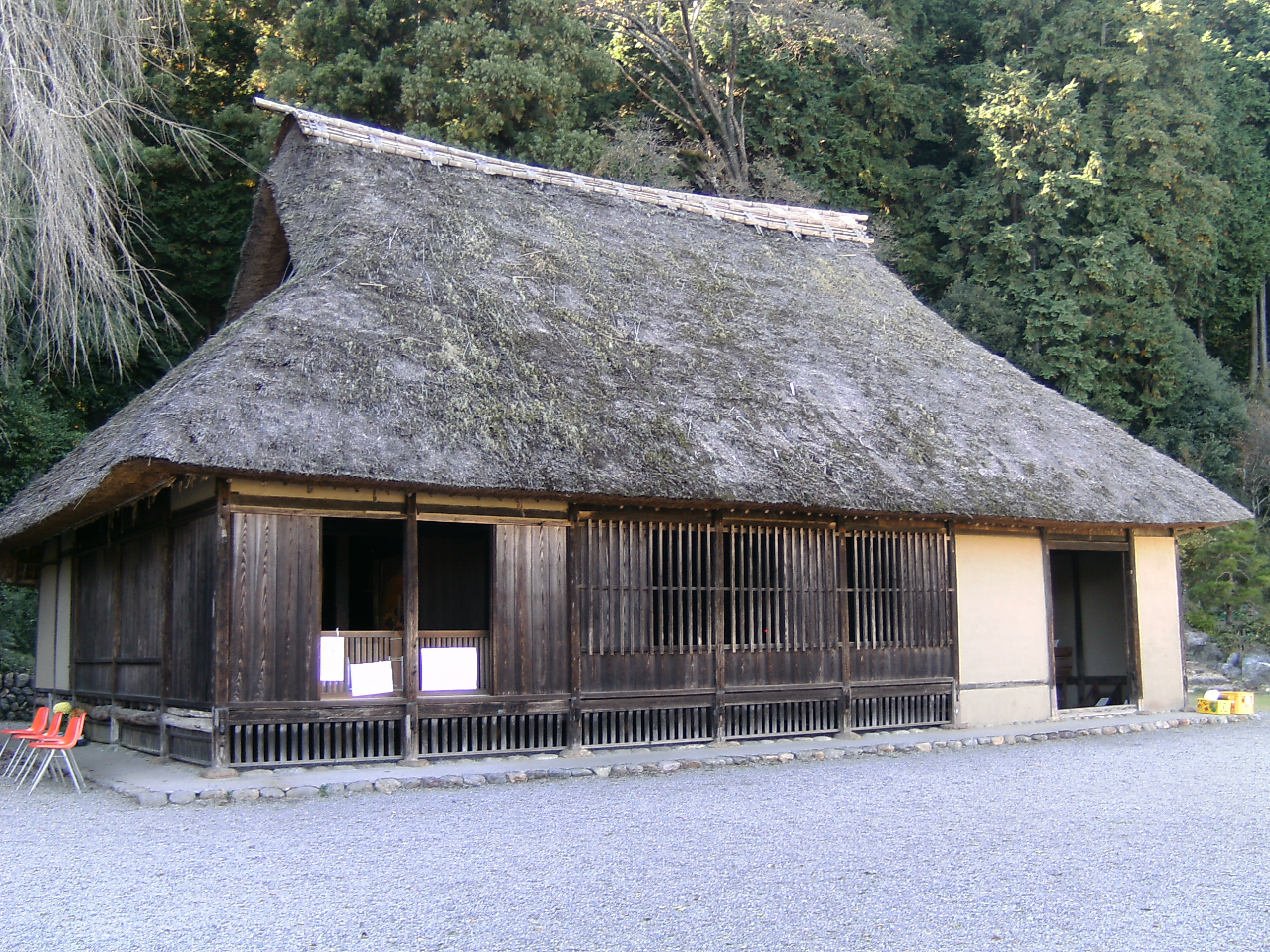
高麗家住宅（国の重要文化財） - 高麗神社に隣接
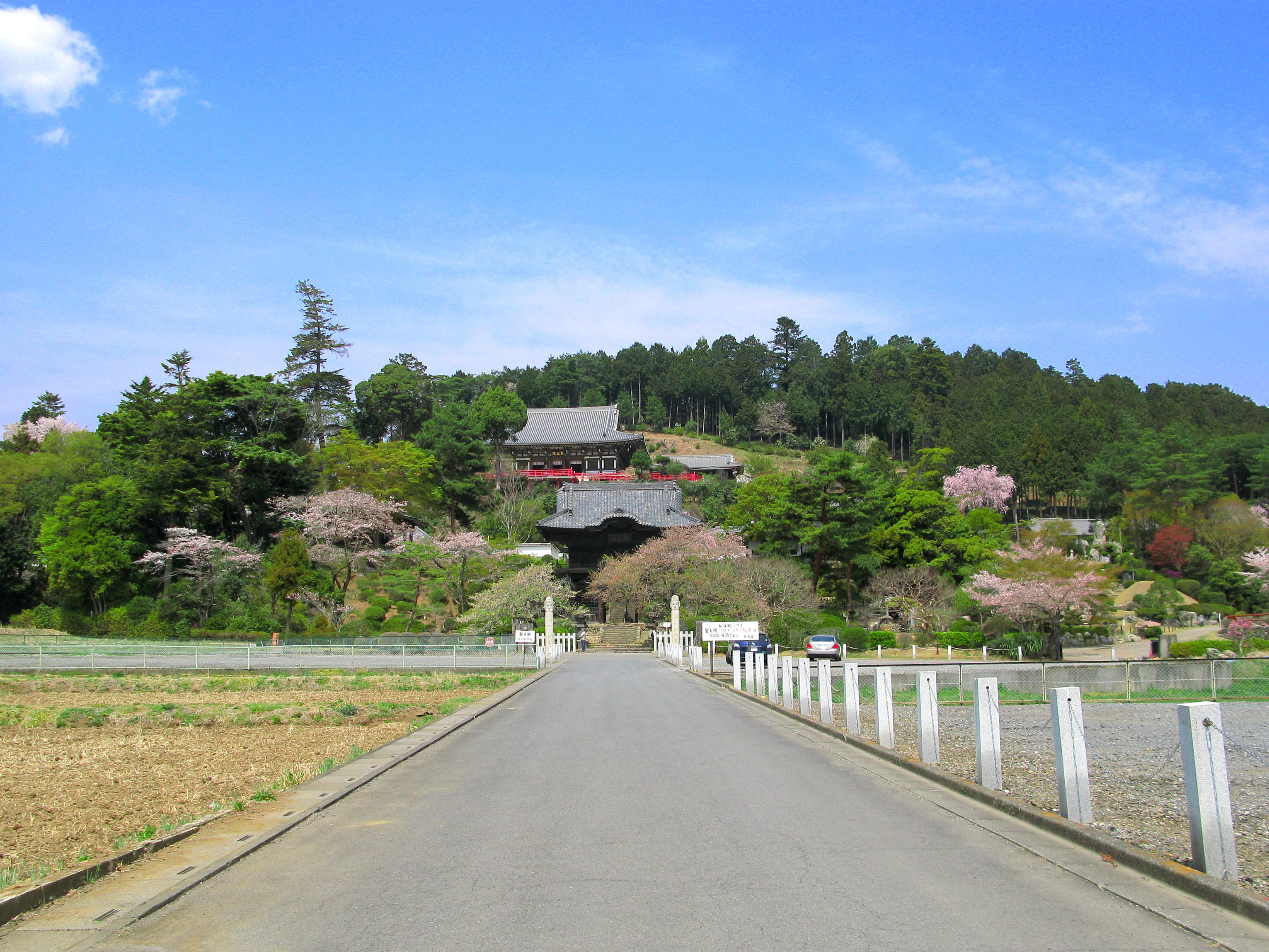
高麗山聖天院勝楽寺 - 高麗王若光の菩提寺
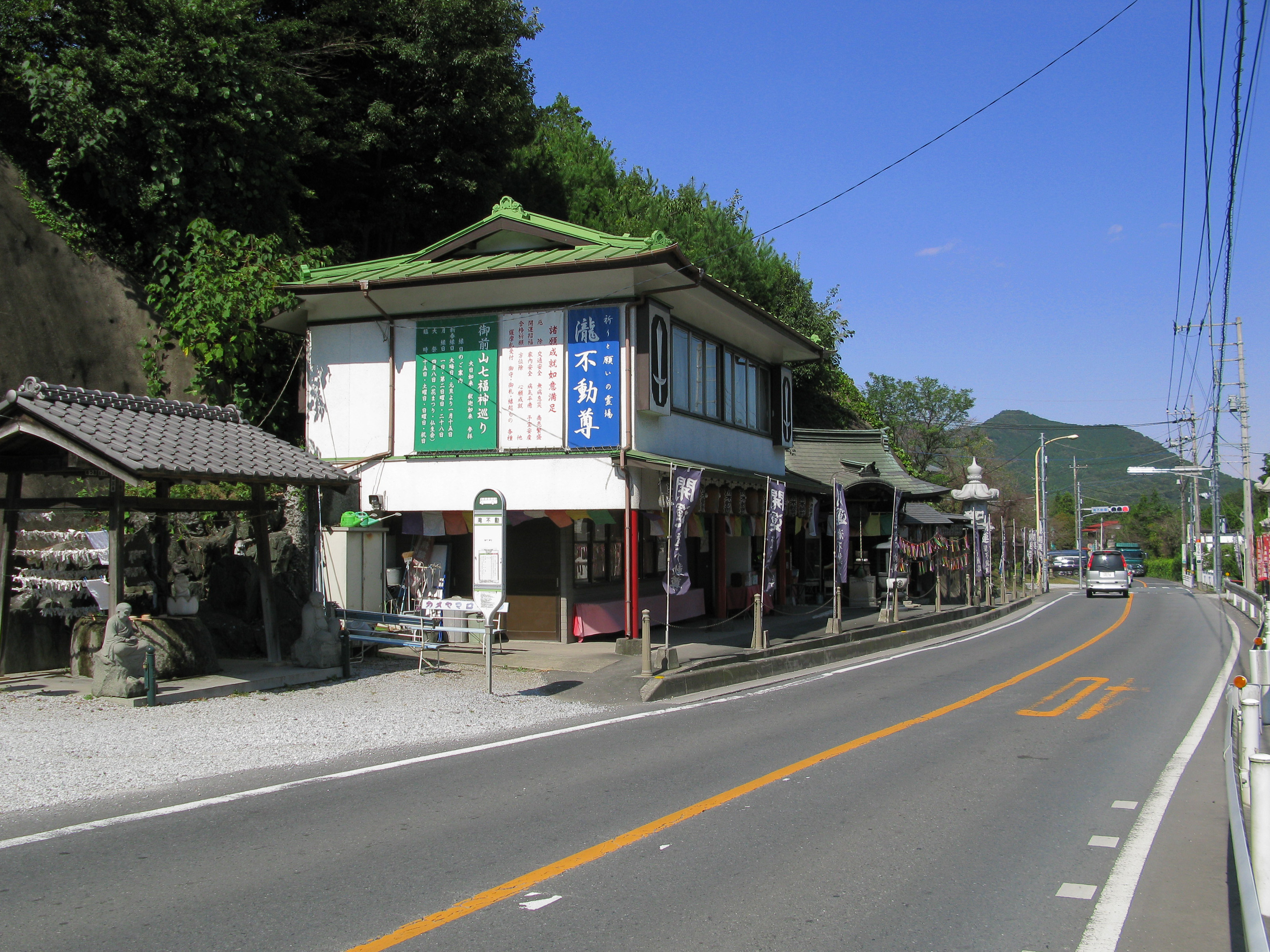
瀧不動尊
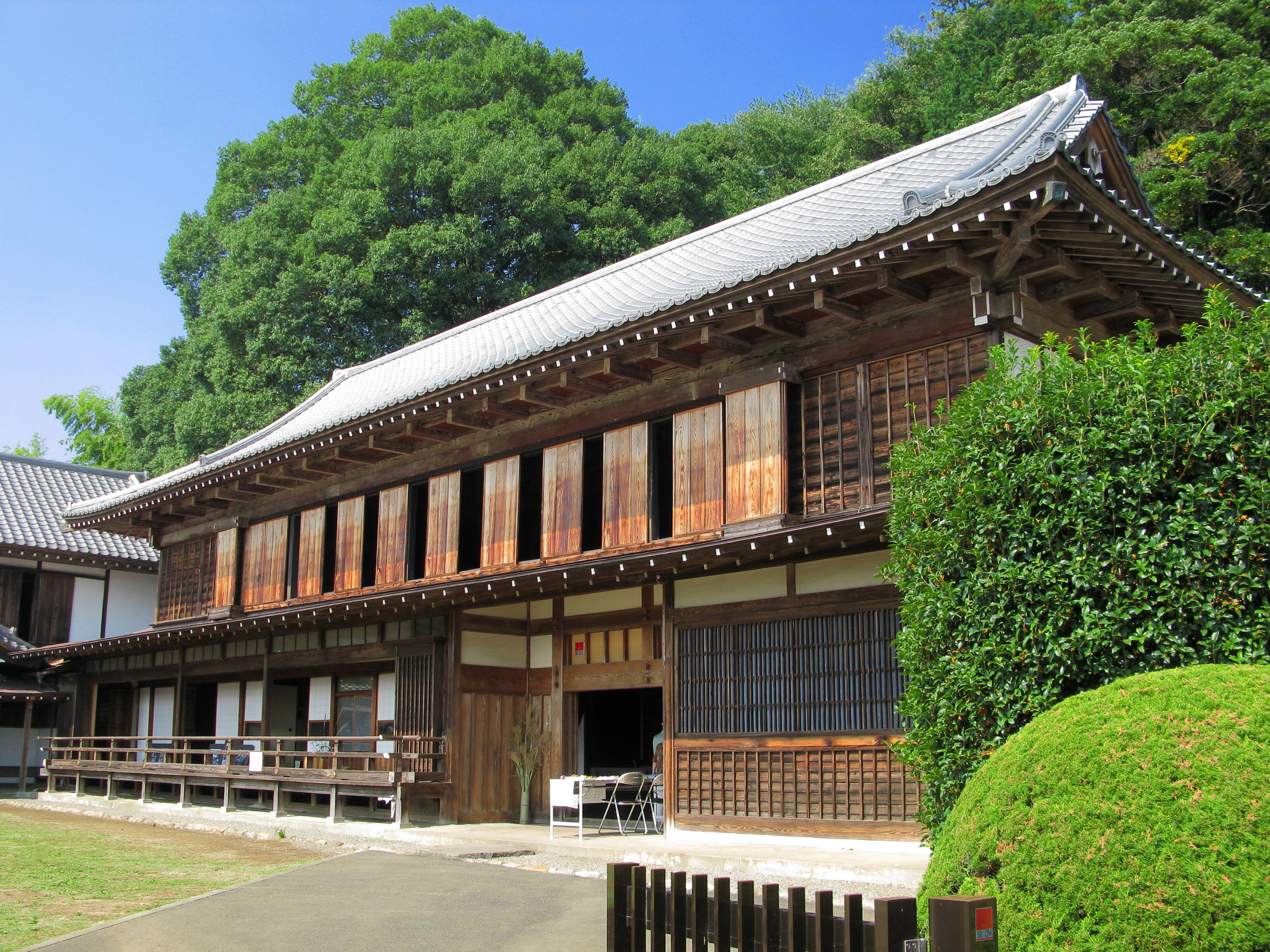
高麗郷古民家（旧新井家住宅） - 国の登録有形文化財（建造物）
- 野々宮神社
- 台の高札場跡
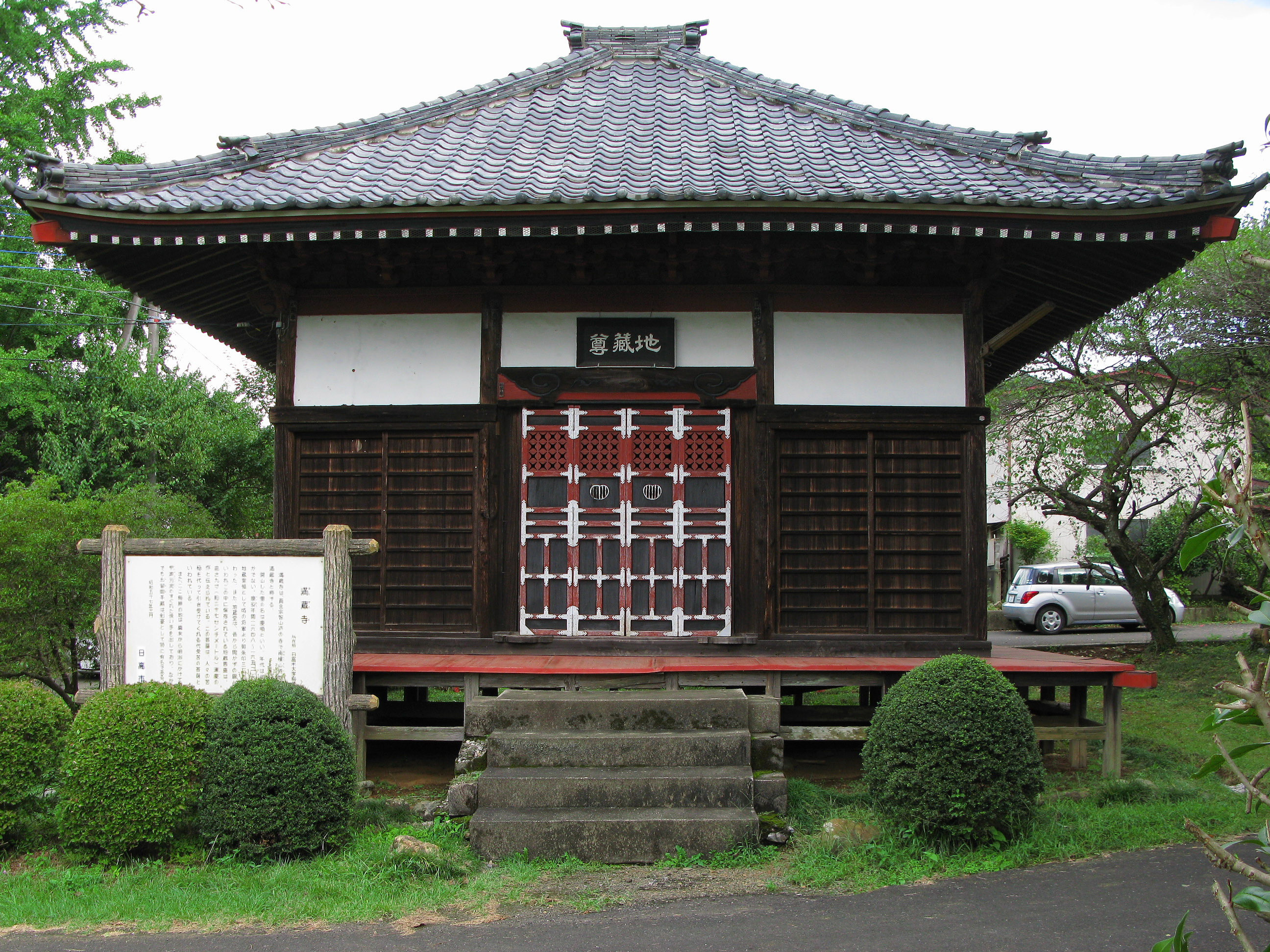
満蔵寺
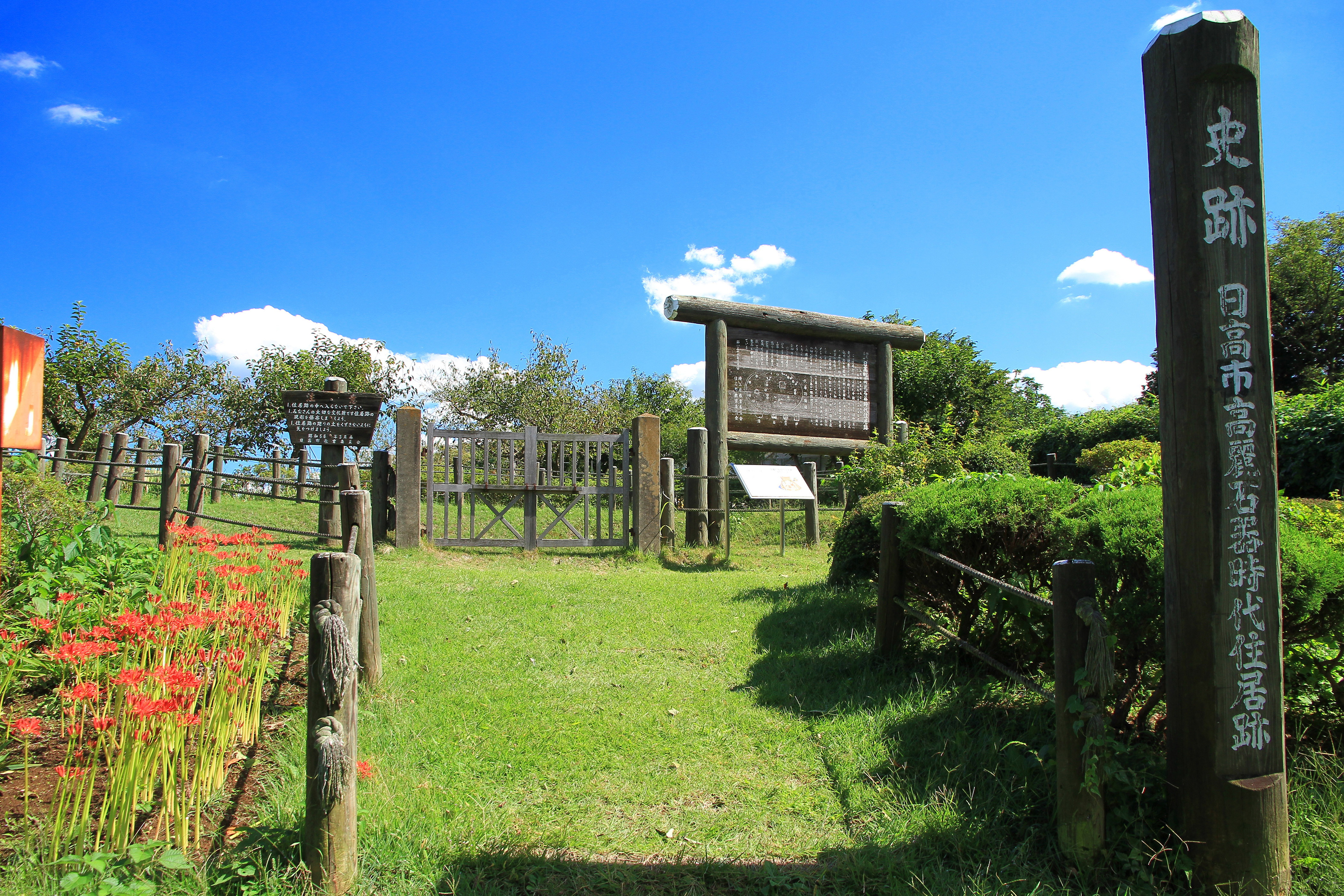
高麗村石器時代住居跡-縄文時代の竪穴建物の遺構（国の史跡）
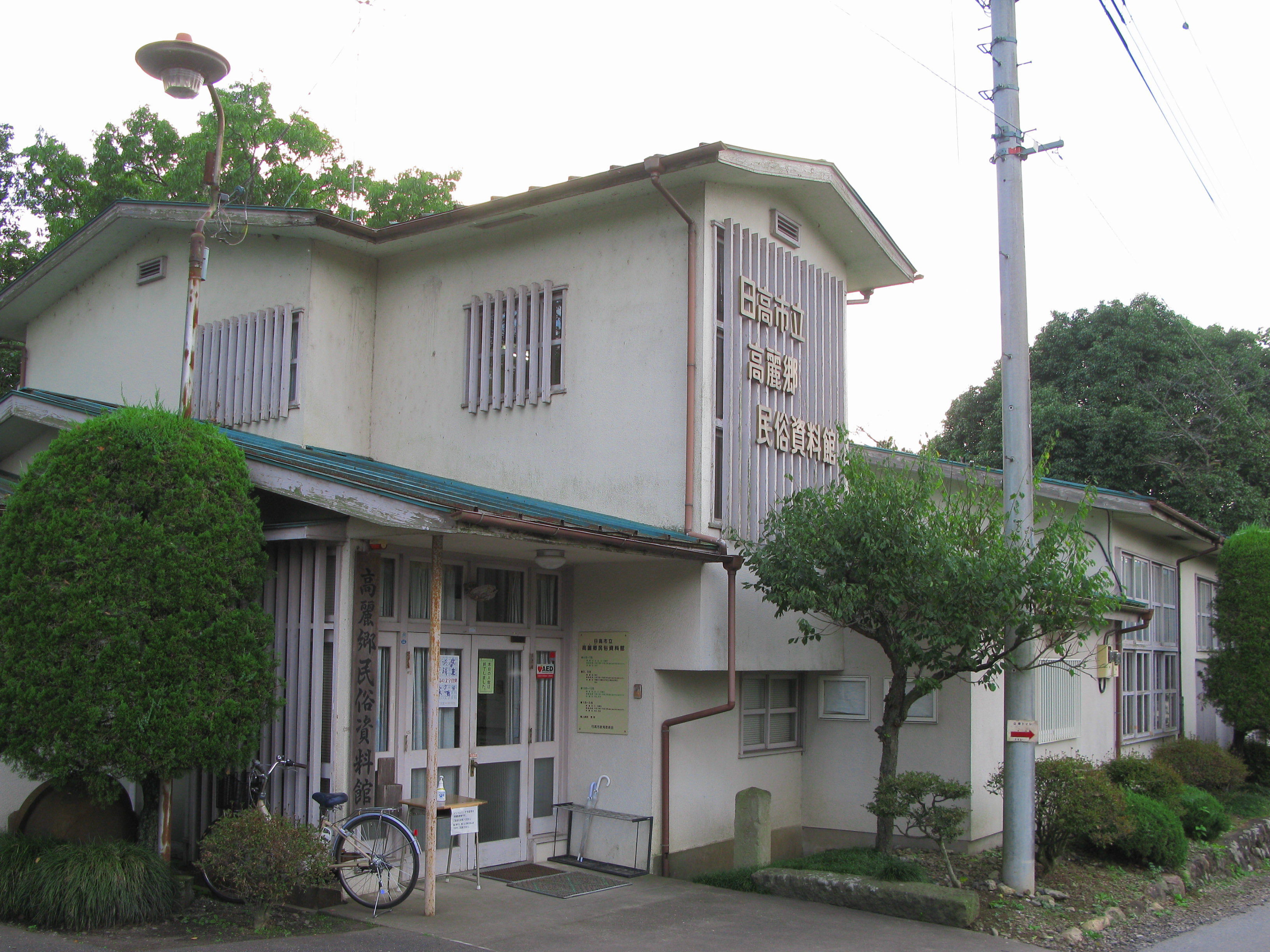
高麗郷民俗資料館
- 宮沢湖
  - メッツァ - ムーミンに関するテーマパーク
- ハイキングコース
  - 奥武蔵自然歩道（11.3 km）
  - ふるさと歩道（10.4 km）
- 日和田山
- 高麗川横手渓谷
- 駅舎風物置「こおばんち」[14] - 私設の鉄道保存展示施設
- JAいるま野日高中央直売所

- 高麗家住宅
- 高麗山 聖天院 勝楽寺
- 瀧不動尊
- 高麗郷古民家
- 満蔵寺
- 高麗村石器時代住居跡
- 高麗郷民俗資料館